# Motoi Sakuraba
Motoi Sakuraba (桜庭 統 Sakuraba Motoi?, nació el 5 de agosto de 1965) es un músico, compositor, arreglista y tecladista japonés, que es conocido por sus numerosas contribuciones musicales en videojuegos, películas, animaciones, dramas de televisión y álbumes de rock progresivo. Es uno de los compositores más célebres y famosos del género, especialmente, por sus notables composiciones musicales en los videojuegos de rol japonés, que incluyen las series Star Ocean, Valkyrie Profile, Tales, Baten Kaitos, Golden Sun y Dark Souls.

## Vida y carrera

### Niñez e inicios artísticos
Sakuraba nació en la prefectura de Akita, Japón. En la mitad del preescolar, su amor por la música nació tras haber recibido lecciones de piano de una agradable maestra. No obstante, Sakuraba abandono su interés musical, cuando su profesora fue reemplazada por uno más severo. Durante esa época, él se enfocó en las actividades de sus clubs; jugaba básquetbol y entrenaba para su equipo de vóleibol. Sin embargo, al entrar en la escuela secundaria superior, él decidió continuar con la música, tras haber visto en una revista, un artículo de Isao Tomita, en como uso sus dotes musicales, al tocar música clásica con un sintetizador en Japón. En ese momento, Sakuraba se interesó nuevamente en la música, sobre todo en los sintetizadores, y uso todos sus ahorros para comprar un Teisco 110F. Al año siguiente, compra el Korg CX-3, uno de sus instrumentos clave en sus composiciones y presentaciones en vivo. A pesar de su timidez, Sakuraba se convirtió en un talentoso solista y miembro de una banda local, ganando una reputación como un excelente tecladista en el tiempo que él se graduaba.

### Deja-Vu y su primer álbum solistaGikyokuonsou
Mientras asistía a la Universidad de Meiji, Sakuraba comenzó a tomarse en serio la composición musical, y finalmente, formó la banda de rock progresivo Clashed Ice en 1984, compuesta por él, en teclados y Genta Kudo, en batería y voz. Después de que el dúo se graduó al año siguiente, el productor musical Shingo Ueno los notó y terminaron firmando con Made in Japan Records. Luego, la banda agregó al bajista Tetsuya Nagatsuma, y pasó a llamarse Deja-Vu. En 1988, la banda lanzaría su único álbum de estudio, Baroque in the Future, compuesto completamente por Sakuraba. Aunque la banda se disolvió en 1989, Sakuraba luego lanzó un álbum en solitario de sonido similar, Gikyokuonsou, en 1991.

### Wolf Team y sus series

#### Wolf Team y Camelot Software Planning
A finales de 1989, Sakuraba comenzó a trabajar como compositor para Wolf Team, uniéndose a Masaaki Uno y Yasunori Shiono, logrando formar el grupo Sargent Wolf Band. Las amistades profesionales formadas aquí, en los primeros años de Sakuraba, han resultado en una gran demanda, por sus habilidades de composición y arreglo. De esta época, sus más recordadas series son el videojuego de rol Arcus, el juego de estrategia Zan, y los juegos shoot 'em up Granada y Sol-Feace. En 1994, el exdirector y compositor del Wolf Team, Masaaki Uno, comenzó a trabajar en Camelot Software Planning, como coordinador y director de sonido, desarrollando juegos para Sony, Sega y Nintendo. Sakuraba ha sido convocado como compositor para muchos juegos de Camelot, incluidos todos los juegos de las series Mario Golf, Mario Tennis y Golden Sun.

#### Talesy tri-Ace
En 1995, Wolf Team desarrolló el innovador juego Tales of Phantasia, para Namco. Este y otros juegos pasados de la serie Tales, presentaron, principalmente, a Sakuraba y al compositor de Wolf Team, Shinji Tamura, como sus compositores de la franquicia. También en 1995, el exdirector y productor de Wolf Team, Jun Asanuma, el diseñador de juego, Masaki Norimoto, así como el escritor y programador de Tales of Phantasia, Yoshiharu Gotanda, fundaron tri-Ace, con el respaldo financiero de Enix. Los juegos Star Ocean y Valkyrie Profile, han sido sus producciones claves. Sakuraba ha sido el compositor de casi todos sus juegos, con solo unas pocas excepciones.

#### tri-Crescendo y Namco Tales Studio
En 1999, el diseñador y programador de sonido de Sakuraba durante mucho tiempo, Hiroya Hatsushiba, exmiembro del Wolf Team y tri-Ace, fundó tri-Crescendo. Mientras, inicialmente continuaba aportando trabajo de sonido a los juegos de tri-Ace, tri-Crescendo comenzó el desarrollo de videojuegos en 2001. Junto con Monolith Soft, tri-Crescendo comenzó a trabajar en Baten Kaitos: Eternal Wings and the Lost Ocean; Namco proporcionó el respaldo financiero. Hatsushiba, como director y programador principal del proyecto, recurrió nuevamente a los servicios de composición de Sakuraba. Esto se ha extendido a la secuela Baten Kaitos Origins y Eternal Sonata. Los restos del Wolf Team, se transformaron en la filial conjunta de Namco y Telenet Japan, Namco Tales Studio en 2003.

### Obras audiovisuales y el sello discográfico TEAM Entertainment

#### Weekend Drama Series
En TV Asahi, su contacto es Go Nakajima, quien produjo el Weekend Drama Series, por lo cual, Sakuraba empezó componiendo en 1996. Él escribió música para ocho historias, hasta 1999. Algunos de sus dramas son; Otenki Onei-san, Toumei Shoujo Ea, Cyber Bi-Shoujo Telomere y Roppongi Kyabakura Tenshi. Además, a finales de 1999, él compuso el drama serie Vanny Knights. Por último, el músico trabajo en las animaciones; Atashin'chi para el 2002 y Umigame to Shounen en 2004.

#### TEAM Entertainment
A fines de la década del 90, él hizo varias contribuciones a @MIDI's People, grupo dōjin del presidente de tri-Ace, Yoshiharu Gotanda. Durante su trabajo con tri-Ace, él también llega a conocer a Taku Kitahara, veterano productor discográfico, quien es fundador y presidente de la compañía discográfica japonesa TEAM Entertainment, además de estar involucrado en varios trabajos con Sakuraba. Hasta el día de hoy, el sello discográfico ha lanzado varios de sus álbumes en solitario, soundtracks, álbumes arreglados y presentaciones en vivo.

#### Star Ocean EXyBlue Remains
Al principio del año 2000, Enix llega a un acuerdo con TV Tokyo, para que Sakuraba se involucre en Gensomaden Saiyuki en el 2000, en su propia adaptación animada de su franquicia, Star Ocean EX en 2001 y la serie animada Bouken Yuuki Pluster World en 2003. El penúltimo, fue producido por Hiromi Kikuta, quien nuevamente con Sakuraba, produjo Weiß Kreuz Glühen en 2002 para Kids Station. En los próximos años, la división de videojuegos de Kids Station, solicita a Sakuraba para su juego Duel Masters: Birth of Super Dragon.
Desde el 2001, Sakuraba ha sido requerido por Atlus, Nintendo, Sony y Sega, para que arreglara algunos de los famosos temas de las series Shin Megami Tensei, Super Mario Bros., Dark Chronicle, Phantasy Star Online y Rogue Galaxy. En el mismo año, el artista gráfico Haruhiko Mikimoto, trabaja con Sakuraba, para crear la película computarizada Blue Remains. La compañía de videojuegos Success, lo solicita para su simulador de manejo, llamado Tokyo Bus Guide 2 en 2005. Dos años más tarde, trabaja nuevamente con ellos, en el juego Drone Tactics.

### Misty inn studio y su participación en otras series

#### Misty inn studio
En 2006, Sakuraba se cambia a su actual casa y estableció su propio estudio, Misty inn studio, que se destaca por los numerosos instrumentos y equipos que posee, desde su querido sintetizador Korg CX-3, pasando por sus demás teclados, órganos y sintetizadores, al igual que su arpa, sus ocarinas, su batería Sonor, su batería electrónica Roland V-Drums, hasta su gran piano Bösendorfer 225. Al mismo año, él compone Tenshou Gakuen Gekkouroku para Asmik Ace. Al próximo año, la Universidad de Tokio lo contrata para la creación de música para video lecturas sobre diatomeas y microorganismos.

#### Super Smash Bros.y otras series
Desde mayo del año 2007, Sakuraba ha sido seleccionado para unirse a una larga lista de compositores de videojuegos, para arreglar la música de la serie Super Smash Bros. En Super Smash Bros. Brawl, la primera pista fue "Menu" del predecesor juego, Super Smash Bros. Melee. También, hizo los arreglos en "Airship Theme" de Super Mario Bros. 3, "Jungle Level Ver.2" de Donkey Kong Country, "Gourmet Race" de Kirby Super Star, y "Victory Road" de Pokémon Ruby y Sapphire. Además, hizo arreglos de sus propias composiciones, como "Mario Tennis / Mario Golf" de Mario Power Tennis y Mario Golf: Toadstool Tour, y "Battle Scene / Final Boss" de Golden Sun: The Lost Age. Las pistas "Menu 1" y "Final Destination" no están acreditadas a su nombre. Con el lanzamiento de Super Smash Bros. para Nintendo 3DS y Wii U, Sakuraba arregló "Theme from Area 6 / Missile Slipstream" de Star Fox 64 y Star Fox Command, "Battle! (Team Flare)" de Pokémon X e Y, además de su propia canción "The valedictory elegy" de Baten Kaitos Origins. Finalmente, para Super Smash Bros. Ultimate, el músico arreglo “How to Play” de Super Smash Bros. Melee, “Vs. Parasite Queen” de Metroid Prime, “Magicant” de EarthBound Beginnings, “Fourside” de EarthBound, “Wood Man Stage” de Mega Man 2, “The Arch-Illager” de Minecraft Dungeons y "Main Theme of Final Fantasy VII" de Final Fantasy VII. Adicionalmente, se agregaron canciones de las franquicias que él ha compuesto, tales como Mario Golf, Mario Tennis, Golden Sun y del juego Kid Icarus: Uprising.
En el año 2008, su canción "Contradiction", con colaboración de las vocalistas Asami Imai y Chiaki Takahashi, aparece en el juego The Idolmaster: Live For You! Al siguiente año, Marvelous invita a varios compositores de la industria, incluyendo a Sakuraba, para desarrollar la música de Half-Minute Hero y su secuela Half-Minute Hero: The Second Coming. En el 2010, la compañía japonesa Starfish recrea el juego Tokyo Twilight Busters de Wolf Team, a causa de lo cual, el músico es solicitado para actualizar los sonidos de sus composiciones.

### Obras actuales, proyectos solistas y colaboraciones
En los últimos años, Sakuraba ha seguido escribiendo música para videojuegos en franquicias con las que ha trabajado antes, como la serie Star Ocean, incluyendo The Last Hope, Integrity and Faithlessness, Anamnesis y The Divine Force, al igual que de su aclamada serie Valkyrie Profile, con Covenant of the Plume, Valkyrie Anatomia: The Origin y Valkyrie Elysium. Además, para la compañía tri-Ace, Sakuraba compuso Infinite Undiscovery, Resonance of Fate, Rabirinsu no Kanata, Phantasy Star Nova y Exist Archive: The Other Side of the Sky. Con Camelot, ha compuesto Golden Sun: Dark Dawn, Mario Tennis Open, Mario Golf: World Tour, Mario Tennis: Ultra Smash, Mario Sports Superstars, Mario Tennis Aces y Mario Golf: Super Rush. Para Bandai Namco Studios, ha escrito para varios juegos de la serie Tales, que incluyen Hearts, Graces, Xillia, Xillia 2, Zestiria, Berseria y Arise. También, ha contribuido a otros videojuegos conocidos, tales como las sagas Valhalla Knights y Dark Souls, y los títulos Kid Icarus: Uprising y One Piece Odyssey. Adicionalmente, él compuso para el mercado de los juegos móviles, con Samurai Empire y Valkyrie Crusade de la compañía Nubee Tokyo, y Valkyrie Connect de Ateam, entre varios otros. Igualmente, ha contribuido en distintos géneros de videojuegos, particularmente los juegos de rol multijugador masivo en línea, con Mirror War: Reincarnation of Holiness y Fantasy Earth Zero, para la serie shoot 'em up Otomedius y el juego Deathsmiles IIX, en el juego de aventura Date A Live: Ars Install, con la vocalista Kaori Sadohara, y en los juegos musicales, como Gitadora y Reflec Beat de la conocida marca Bemani, de la compañía japonesa Konami.  
Asimismo, distintas compañías lo han solicitado para el trabajo de arreglista en los lanzamientos de discos arreglados de música de videojuegos, entre los que se encuentran Cave, Taito, Konami, Gravity Corp, Capcom y Square Enix, para series, como DoDonPachi, Mushihimesama, Dariusburst, Castlevania, Ragnarok Online, Monster Hunter y Bravely Default. En el área de las animaciones, él ha escrito música para algunas de sus adaptaciones televisivas y fílmicas de la serie Tales, como Tales of the Abyss, Tales of Zestiria: Doushi no Yoake y Tales of Zestiria the X.
Además, Sakuraba ha seguido escribiendo para proyectos que no están vinculados a los videojuegos y las animaciones, incluidos sus álbumes en solitario, como Forest of glass, After all..., What’s up? y Passage. Igualmente, de prestar su capacidad de arreglo y actuación para algunos álbumes dōjin, como sus contribuciones a los grupos GeOnDan, Game Music Prayer Project y Virtual Video Game Music Project, del compositor de videojuegos, Yuji Takenouchi, y colaboraciones con artistas, como Revo y sus grupos Sound Horizon y Linked Horizon, Haruka Shimotsuki y Nobuhiko Okamoto.

## Presentaciones en vivo

### Deja-Vu y sus primeras actuaciones solistas
En sus inicios, Sakuraba se presentaba regularmente con su banda Deja-Vu, hasta su última presentación, el 6 de octubre del 1989 en Tokio, Japón. En los años posteriores, no ofreció ningún concierto, enfocándose en el mercado de la composición musical para videojuegos, animaciones, películas y dramas televisivos. No obstante, a finales de la década del 90, en la época en que el teclista no estaba a cargo de varios proyectos, él conformó una banda con otro integrante en la batería. Este dúo actuaba en diversos recintos de música en directo.

### Star Ocean & Valkyrie Profile Series
El 19 de julio de 2003, Sakuraba celebró una presentación en vivo en el Zepp Tokyo en Kōtō. Él interpretó canciones de rock progresivo de su música de los juegos Star Ocean: Till the End of Time, Star Ocean: The Second Story, Star Ocean: Blue Sphere y Valkyrie Profile. Sus compañeros de banda para este concierto, fueron el bajista Atsushi Hasegawa (miembro de la banda Gerard) y el baterista Toshihiko Nakamura. Al mismo tiempo que ensayaban para el concierto, Hasegawa y Nakamura ayudaron a grabar el nuevo material para la versión del director de Star Ocean: Till the End of Time.
El 14 de agosto del 2004, el trío realizó otra actuación, esta vez, en el Astro Hall en Harajuku. El lugar era más pequeño, pero incluía música de Baten Kaitos: Eternal Wings and the Lost Ocean, Star Ocean: Till the End of Time Director’s Cut, y un par de piezas nuevas no relacionadas con los videojuegos. Sin embargo, este evento no fue oficialmente grabado y lanzado. Para el 4 de junio de 2006, se ofreció una nueva función en el Laforet Museum Roppongi, para celebrar el lanzamiento del nuevo juego de tri-Ace, Valkyrie Profile 2: Silmeria.

### Presentación con Sound Horizon,Fantasy Rock Fest 2011yRevo Linked Bravely Default Concert
El 19 y 20 de junio del 2010, Sound Horizon se presentó en el Gimnasio Nacional Yoyogi, Sakuraba fue uno de sus intérpretes invitado. Para marzo del próximo año, el músico había sido convocado para aparecer en el evento Fantasy Rock Fest, pero a causa del terremoto y tsunami de Japón de 2011, tuvo que ser pospuesto. En el transcurso de ese periodo, Sakuraba público un tema inédito llamado "Wish" en Youtube, transmitiendo un mensaje, como un modo de expresar el más sentido pésame a todos los afectados por el Gran Terremoto del Este de Japón, y las condolencias a las víctimas y sus afligidas familias. Al fin, el 17 y 18 de septiembre de ese año, él y su banda, Motoi Sakuraba Progressive Trio, compuesta por el baterista Nakamura y el bajista Hiroshi Nomaguchi, se unieron a Earthbound Papas, dirigida por el excompositor de la serie Final Fantasy, Nobuo Uematsu, para actuar en Fantasy Rock Fest 2011 en el Club Citta en Kawasaki. El espectáculo contó con actuaciones de música de videojuegos, junto con nuevas piezas de rock progresivo de ambas bandas. A la par, en dicho acto fue realizado el miniálbum de estudio After all.... Además, el excompositor y guitarrista de Bemani, Daisuke Kurosawa, abrió la función. Al próximo año, él se presentó en el Revo Linked Bravely Default Concert, como un tecladista invitado, por el grupo fantástico Linked Horizon, del artista musical Revo, en el concierto de celebración por Bravely Default: Flying Fairy, el 25 de noviembre del 2012 en el Yokohama Arena. También, el 15 de febrero del 2014, dio un mini concierto, donde tocó en vivo algunas piezas de la serie Dark Souls en el piano, en el evento de lanzamiento de Dark Souls II, en el Spiral Hall en Tokio.

### Tales of Festival 2015yOrchestral Memories
El 6 de junio de 2015, Sakuraba, incluyendo los integrantes de su banda; el bajista Hasegawa, el baterista Yoshinori Imai y el guitarrista Shinichiro Fukuda, actuaron en el Tales of Festival 2015 en el Yokohama Arena. Esta es la primera vez, que él interpretó temas de la serie Tales en un evento en vivo. Una selección de la música de Sakuraba de la serie Dark Souls y Tales se realizó en vivo, en la sala de conciertos Salle Pleyel en París, en febrero de 2017. El evento, conocido como Orchestral Memories, contó con la aparición de Sakuraba. Además, el teclista ha sido un invitado especial, en el 2017 y 2019, en el evento Tales of Orchestra Concert, una serie de conciertos orquestados de la franquicia Tales.

### Star Ocean Live Collectiony actuación en ProgTokyo 2018 Spring
A finales del año 2017, Square Enix celebrando el primer aniversario de Star Ocean: Anamnesis, anuncia su Star Ocean Live Collection 2018 para el 17 de marzo de 2018 en el duo Music Exchange en Shibuya, en el cual, Sakuraba, junto de nuevo con el bajista Hasegawa y el baterista Imai, ofrecieron una presentación en vivo, con sus nuevas y las más icónicas canciones de la franquicia. El domingo 29 de abril de 2018, Sakuraba se presentó y realizó algunas improvisaciones en ProgTokyo 2018 Spring en el Silver Elephant en Musashino.
El 20 de mayo de 2018, se festeja el primer Star Ocean Fes 2018 en el anfiteatro Maihama. El músico, junto con sus compañeros de banda, realiza un concierto en vivo para el evento. Además, en esta ocasión se les une el guitarrista Hideyuki Ohashi y Reiko Tsuchiya, conocida violinista, que ha interpretado su música en algunas canciones de sus series. Al año siguiente, se presentan nuevamente en el Star Ocean Fes 2019 el 25 de mayo en el mismo lugar, en el evento llamado Star Ocean Live Collection 2019.

### The History 2018yStar Ocean 2018.12.8 Storia
El 28 de julio de 2018, Sakuraba y Go Shiina se presentaron juntos, con el bajista Hasegawa, el baterista Imai, el guitarrista Kazuto Baba, el violinista Yu Manabe y las vocalistas Asami Imai, Haruka Shimotsuki, Joelle, y Nami Nakagawa en el evento Motoi Sakuraba Go Shiina The History 2018: Live of the past Games & Animations Music en el Liquidroom en Shibuya. Al término de ese año, Square Enix comunica su Star Ocean Program #34 para el 8 de diciembre del 2018. Para dicho suceso, el teclista fue uno de los convocados y se presentó en la sesión, llamado Motoi Sakuraba Talk & Mini Live: Star Ocean 2018.12.8 Storia. Además, Sakuraba realizó un mini concierto e interpretó algunas piezas de la franquicia Star Ocean en sus teclados. Al igual que, con todas sus últimas presentaciones relacionadas con la serie de Square Enix, esta también fue transmitida por live stream en YouTube y Niconico.

### Star Ocean × Valkyrie Profile Anniversary Fes 2020yTales of Festival 2020
El sábado 4 de abril de 2020, conmemorando el tercer aniversario de Star Ocean: Anamnesis y Valkyrie Anatomia: The Origin, y el vigésimo aniversario de Valkyrie Profile, se celebró el Star Ocean × Valkyrie Profile Anniversary Fes 2020 en el Sumida Triphony Hall. Esta es la primera vez que Sakuraba se unió a una banda orquestada en vivo. Con un total de 20 personas, el grupo se pasó a llamar SO × VP Special Orchestra Band. Este era uno de los sueños de Sakuraba. Debido a la pandemia de enfermedad por coronavirus (COVID-19), la presentación fue solamente retransmitido en directo por las distintas plataformas de distribución de videos.
En el mes de abril del año 2020, Sakuraba es invitado a Tales of Festival 2020. A pesar de que el evento se pospuso por la pandemia, él compuso un nuevo tema dedicado al 25 aniversario de la serie, titulado "Endless Journey". La canción es cantada por el grupo Tales of Dreamers, compuesto por siete actores de voz reconocidos de la serie Tales. Esta fue lanzada el 4 de julio de 2020. Continuando con la conmemoración de la serie, el músico interpretó cinco piezas en su piano en una transmisión especial el día 15 de diciembre de 2020. Los días 6 y 7 de marzo de 2021, se realizó el esperado evento. Sakuraba, junto a los miembros de su banda, se presentaron en vivo de forma virtual para el evento.

## Estilo musical
El estilo de Sakuraba es el rock progresivo de la década del 70, junto a la música barroca, y lo expande con sus propios ritmos complejos característicos, flautas emocionales, uso del coro y reverberación pesada. El lado más claro de su estilo, es un cruce entre el rock progresivo sinfónico, la orquesta cinematográfica y el new age. Él también es conocido por introducir varias improvisaciones de jazz a su estilo musical. En los últimos años, ha hecho esfuerzos para expandir aún más su estilo, convirtiéndose en un sinfonista consumado, un arreglista versátil y un políglota musical, mientras se mantiene fiel a sus raíces del rock progresivo.
El director del sello discográfico japonés TEAM Entertainment, Taku Kitahara, escribió acerca de su estilo en Star Ocean: Till the End of Time.
| Me pregunto si hay algún otro compositor en Japón que podría haberse dado cuenta del gran mundo de fantasía y ciencia ficción de Star Ocean, además de Motoi Sakuraba. El majestuoso sonido orquestal utilizado en las películas y el sonido roquero de las pistas de batalla y mazmorras, repleto de velocidad, ocupan un lugar importante en Star Ocean. Sakuraba ha digerido a fondo sus raíces de rock progresivo y ha dado a luz a lo que podría llamarse un nuevo género original, el Motoi Sakuraba Sound. Esto, por supuesto, abarca su talento compositivo, pero también su selección de timbres del sintetizador, su enfoque para arreglar y sus mezclas. スターオーシャンの壮大なSFファンタジーの世界を、日本で桜庭統氏以上に表現できる音楽家はいないのではないでしょうか。ムービー等で使われる雄大なオーケストラサウンドと、戦闘シーンやダンジョンのスピード感あふれるロックサウンドは、 RPGゲーム「スターオーシャン」の中で、大きな位置を占めます。桜庭氏は、ルーツであるプログレッシブロックを自分の中で完全に消化して、新ジャンルとも言える桜庭独自の世界観を生み出しました。それは、作曲能力はもちろんですが、音色の選択、編曲アプローチ、ミックスダウン等、すべてに現れています。 —– Taku Kitahara |

Con relación a sus composiciones, tienden a no consolidarse en una forma y exuberantemente expresan sus emociones, visto que al componer sus piezas musicales enfatiza la espiritualidad sobre la musicalidad. Al respecto como músico, él es totalmente autodidacta y la actuación en vivo es la base de su carrera. Sus composiciones solistas se introdujeron por primera vez en presentaciones en vivo, así que él cree que es fundamentalmente un músico en directo. Igualmente, señala que trabajar en el estudio requiere una forma de pensar completamente diferente. En lo referente al género musical, el compositor habla de que la definición del rock progresivo es muy vaga, y que no pertenece completamente a esa escena. Simultáneamente, menciona que el citado género nunca ha tenido mucho éxito en términos de ventas, y piensa que el mundo necesita esa clase de música.
En lo que se refiere al estilo de música, el teclista opina acerca del tipo de canciones y la formación de bandas que él aprecia.
| Me gustan más las canciones agresivas. En realidad, no conozco demasiados grupos progresivos. Revisaba la radio FM y disfrutaba de las canciones que se transmitían, así que la forma en que escucho música, es canción por canción. Adicionalmente, me encantan las formaciones de trío (agrupaciones de tres integrantes). En mi opinión, una formación de trío no es un conjunto, sino una batalla entre ellos. そうですね。どちらかというと攻撃的な曲が好きなので。実はそんなにプログレバンドって知らないんです。FMでエアチェックしていて入ってきた曲を楽しんでいたので、音楽の聞き方って曲単位なんです。あと、トリオ編成（3人編成バンド）が好きですね。僕が考えるトリオ編成というのは、アンサンブルではなくて、お互いの戦いなんです。 —– Motoi Sakuraba |

Juntamente, él considera el atractivo de dichas agrupaciones en una actuación en directo, y la libertad que tienen para tocar sus instrumentos, puesto que cuando él se presenta en vivo con su banda, puede hacer lo que quiera con el teclado. A su vez, Sakuraba expresa que le gusta la música instrumental, y que los videojuegos son un lugar donde puede usarla, aunque no conocía nada sobre ellos.
Cuando se trata de hacer música, él mismo compone, mezcla y realiza todo lo necesario para que una canción llegue a su estado final. Aporta la misma mentalidad y esfuerzo a toda su labor, independientemente del género, ya sea la banda sonora de videojuegos, animación, dramas o de una película. Cree que si deja la música a las máquinas, entonces la música en sí sonará mecánica, por eso no hace la llamada música secuenciada, dado que prioriza tocar todo por sí mismo a mano. En el futuro desea crear música que esté hecha pensando en la interpretación, música que sea divertida de tocar en vivo.

### Estilo de composición y arreglos
Inicialmente, Sakuraba fue un músico de sesión, en virtud de ello, en su primer título con Wolf Team tuvo dificultades para realizar los acordes y tocar las notas separadamente, en vista a las limitaciones de los números de notas, así como él nunca había escuchado ese género de música. En el marco de la elaboración de sus obras musicales, el compositor emplea el guion o el metraje del título como referencia, Acerco de eso, y con referente a los videojuegos de rol japonés, existen ocasiones, el cual si un área donde la civilización es menos avanzada, él acostumbra a utilizar instrumentos acústicos. Antes bien, una zona más avanzada, usa el sonido de los sintetizadores, específicamente los digitales. Relativo a los videojuegos, Sakuraba otorga relevancia al jugador, por ello su música procura no interferir con la experiencia de juego. A la vez, él señala que el proceso fundamental de composición de la melodía o armonía no ha variado en los últimos tiempos.
Sakuraba es experto en adaptarse a diversos estilos idóneos para distintos géneros. Por ende, hay muchos elementos de su estilo que también se puede apreciar en sus diferentes composiciones. El músico tiene una escritura melódica bastante variada. Ciertos tipos de melodías se caracterizan por muchas ejecuciones cortas, divididas por pausas breves en las que las melodías mantendrán una nota o hará un corto fraseo más lento. Sus melodías presentan uno de los motivos rítmicos favoritos de Sakuraba; un patrón 3+3+2.
En cuanto a dicho tópico, la impresión general de una pista estándar realizada por Sakuraba, es el patrón de batería de rock, la línea de bajo upbeat y la elección del sonido del sintetizador en la melodía. Habitualmente, su música puede asimilarse fácilmente a una canción de rock progresivo, empleada como una canción de batalla o de jefe en una de sus series de videojuegos. Respecto a eso, es esa la clase de música instrumental en sus obras, las que son favoritas del teclista. En las producciones de sus piezas instrumentales y orquestadas, el compositor usa frecuentemente las melodías del piano, órgano, clavecín, ocarina, guitarra acústica, guitarra barroca, arpa, violín, viola, chelo, contrabajo, flauta y oboe, al igual que diversos instrumentos de viento metal e instrumentos de percusión, los cuales son mezclados en sus estructuras melódicas y armónicas de la música barroca con una amplia gama de acompañamientos, como el uso del coro.
Varias de sus composiciones tienen poca repetición en el medio. A menudo, él escribe piezas que pasan de una sección única a la siguiente, sin repetirlas nunca hasta que la pista se itera. Esto hace que muchas de sus pistas sean más largas. Hay otros motivos musicales y técnicas comunes que utiliza para diversas ocasiones, y también tiene algunas pistas que apenas muestran ninguno de sus elementos de estilo más comunes. A vista de ello, él es muy hábil para adaptar su música a variados estilos y situaciones para todos los múltiples tipos de videojuegos para los que escribe música.
En el curso de la realización del videojuego Tales of Arise, Sakuraba produjo por primera vez un soundtrack con una orquesta de tamaño completo o sinfónica. Estas obras musicales realizadas digitalmente fueron recreadas por intermedio de la actuación y grabación en vivo de la orquesta y su banda. Aun así, él ya había trabajado previamente con músicos de sesión, orquestas de cámaras y orquestadores, tales como el bajista Atsushi Hasegawa, los guitarristas Jun Kajiwara y Toru Iwao, la violinista Reiko Tsuchiya, la agrupación de cuerdas Hiroyuki Koike Strings, el flautista Hideyo Takakuwa, el oboísta Hiroshi Shibayama, las orquestadoras Chiaki Kato y Natsumi Kameoka, y demás, en la creación de varios títulos, en particular Star Ocean: Till the End of Time,  Baten Kaitos: Eternal Wings and the Lost Ocean, Valkyrie Profile 2: Silmeria, Eternal Sonata, Dark Souls, Kid Icarus: Uprising, entre varios otros.

### Estilo de interpretación
Usualmente, Sakuraba emplea la técnica conocida como glissando en sus interpretaciones, la cual consiste en deslizar los dedos sobre las teclas del teclado.

## Influencias
En su adolescencia, él disfrutó de una amplia variedad de artistas que lo influyeron en su estilo personal, aun cuando sus influencias directas fueron las agrupaciones inglesas del hard rock y el rock progresivo de los fines de los años 70. En un principio, inspirado por el rock progresivo del álbum en directo Night After Night, del supergrupo U.K., Sakuraba continuo profundizando en dicho género, junto con el hard rock, gracias a las melodías de Deep Purple, Jon Lord, Whitesnake, Queen, Toto, Michael Schenker Group y Pink Floyd, al igual que el álbum Don't Look Back de Boston, y su álbum favorito hasta el día de hoy, Red, de su banda favorita de rock progresivo, King Crimson. En el periodo con la agrupación Clashed Ice, el músico también fue influenciado por las bandas de rock progresivo, Emerson, Lake & Palmer y Sence Of Wonder de Hiroyuki Namba. Adicionalmente, otros músicos que él aprecia son el grupo de hard rock, Led Zeppelin, y los virtuosos guitarristas del jazz rock / fusión, Pat Metheny y Al Di Meola.
En el transcurso de su época de juventud, él escuchaba diariamente varias bandas sonoras de películas, debido a la influencia de su hermano. En particular, cabe destacar la cinta Star Wars: Episode IV A New Hope, aunque la banda sonora que influyo en su música, es el filme Close Encounters of the Third Kind, ambos producidos por John Williams.
En los posteriores años, el compositor pasó a explorar lo electrónico de Yellow Magic Orchestra, lo sinfónico de Outer Limits, las improvisaciones de jazz de Chick Corea, y el contrapunto de J.S. Bach. Conjuntamente, al inicio del año 2011, durante los preparativos de los ensayos de su banda para la función en Fantasy Rock Fest, Sakuraba escucho a Jeff Beck, Metallica, Dream Theater, entre otros. Por añadidura, el teclista posee un gusto por la guitarra española, así como es un aficionado de Paco de Lucía. En el pasado, él solía escuchar actuaciones en las que participaban Paco de Lucía, John McLaughlin y Al Di Meola. Si bien, todos estos artistas influyeron en su estilo personal, él gradualmente ha escuchado a menos intérpretes desde su juventud, prefiriendo enfocarse enteramente en su propia música mientras trabaja en sus diversos proyectos.

## Vida personal
Sakuraba es un hombre de familia, que disfruta de la compañía de su esposa Yuko y de su hija Mio, al igual que, ocasionalmente, pasea en moto. Sin embargo, sus oportunidades de tiempo personal son limitados, en vista de que es uno de los compositores más prolífico en la industria.

### Participación de su familia
Su familia también ha tenido participación en algunos de sus trabajos más importantes. Su padre, Kenjiro Sakuraba, produjo el arte e ilustración para su primer álbum de estudio, Gikyokuonsou. Mientras que su esposa, Yuko Sakuraba, ha escrito la letra de “Le ali del principio” en Baten Kaitos II: Hajimari no Tsubasa to Kamigami no Shishi Original Soundtrack y ha cantado en “Kokoro no Kiseki (Pyroxene of the heart)” de Trusty Bell: Chopin no Yume Original Score. A su vez, su hija Mio Sakuraba, ha colaborado con su voz en “So Alone, Be Sorrow” en Star Ocean: Till the End of Time Original Soundtrack vol.1 y las dos versiones arregladas en Star Ocean: Till the End of Time Arrange Album. Además, ha cantado en “The whole new world“ en Phantasy Star Online Episode I & II Premium Arrange, “Le ali del principio” en Baten Kaitos II: Hajimari no Tsubasa to Kamigami no Shishi Original Soundtrack, y “Kokoro no Kiseki (Pyroxene of the heart)” y “Anata Shidai (It's up to you)” de Trusty Bell: Chopin no Yume Original Score. Su esposa, aparte de haber escrito y cantado, ella es una artista del vidrio y ha contribuido con su arte e inspiración, como también, les ha dado los títulos y los nombres a las canciones de los álbumes solista de Sakuraba; Gikyokuonsou, Forest of glass, After all..., What’s up?  y Passage.

## Obras
Todas las obras enumeradas a continuación, fueron compuestas únicamente por Motoi Sakuraba, a menos, que se indique lo contrario. Además, las fechas de las publicaciones de sus obras están determinadas por el país de origen.

### Videojuegos

#### Wolf Team(filial deTelenet Japan)
- Zan Series
  - Zan: Kagerou no Toki (1989) [a]
  - Zan: Yasha Enbukyoku (1990)
  - Zan Gear (1990) [a]
  - Zan II: Kagerou no Toki (1991)
  - Zan: Kagerou no Jidai (1991) [a]
  - Zan II Spirits (1992)
  - Zan II: Soshuhen (1992)
  - Zan III: Tenun Ware ni Ari (1993) [b]
  - Zan III Spirits (1994) [b]
- Arcus Series
  - Arcus II: Silent Symphony (1989) [c]
  - Arcus Odyssey (1991)
  - Arcus III (1991) [d]
  - Arcus Spirits (1993)
- Granada (1990) [a]
- D: European Mirage (1990) [c]
- Final Zone (1990) [a]
- Sol-Feace (1990)
- Earnest Evans Series
  - El Viento (1991)
  - Earnest Evans (1991)
  - Anetto Futatabi (1993)
- Niko² (1991)
- Tenbu Series
  - Tenbu: Sangokushi Seishi (1991) [d]
  - Tenbu Limited (1992) [d]
  - Tenbu: Mankan Zenseki (1992)
- Seirei Shinseiki Fhey Area (1992)
- Suzaku (1992) [d]
- Aisle Lord (1992)
- Hiouden Series
  - Hiouden (1992) [d]
  - Hiouden II (1993) [e]
  - Hiouden: Mamono-tachi tono Chikai (1994) [e]
  - Hiouden II' HD (1994) [d]
- Road Avenger (1992)
- Devastator (1993) [e]
- Yougekitai: Jashin Koumaroku (1993) [e]
- Cosmic Fantasy 4: Ginga Shounen Densetsu Series [f]
  - Totsunyuu-hen: Densetsu e no Prelude (1994)
  - Gekitou-hen: Hikari no Umi no Naka de... (1994)
- The Grail Hunter (1994) [e]
- Tokyo Twilight Busters (1995) [e]
- Tales Series [g]
  - Tales of Phantasia (1995) [e]
  - Tales of Destiny (1997) [b]
  - Tales of Eternia (2000) [b]
  - Tales of Destiny 2 (2002) [b]
- Cybernetic Empire (1999) [h]

#### Telenet Japan
- Ace o Nerae! (1993) [b]
- Tenshi no Uta: Shiroki Tsubasa no Inori (1994) [b]
- Parlor Parlor Series (1994) [b]
- Parlor Parlor Mini Series (1996) [b]

#### Namco Tales Studio(filial deNamco)
- Tales Series
  - Tales of Symphonia (2003) [b]
  - Tales of Rebirth (2004) [b]
  - Tales of the Abyss (2005) [b]
  - Tales of the Tempest (2006) [i]
  - Tales of Destiny (Remake) (2006) [b]
  - Tales of Symphonia: Dawn of the New World (2008) [b]
  - Tales of Vesperia (2008) [j]
  - Tales of Hearts (2008) [j]
  - Tales of Graces (2009) [j]
  - Tales of Xillia (2011)

#### Bandai Namco Studios(filial deBandai Namco Entertainment)
- Tales Series
  - Tales of Xillia 2 (2012)
  - Tales of Zestiria (2015) [k] [l]
  - Tales of Berseria (2016) [l]
  - Tales of Arise (2021) [l]

#### Camelot Software Planning
- Beyond the Beyond (1995) [m]
- Shining Series [n]
  - Shining the Holy Ark (1996)
  - Shining Force III (1997)
- Hot Shots Golf (1997) [m]
- Mario Sports Series [o]
  - Mario Golf (1999)
  - Mario Tennis (2000)
  - Mario Golf: Toadstool Tour (2003)
  - Mario Golf: Advance Tour (2004)
  - Mario Power Tennis (2004)
  - Mario Tennis: Power Tour (2005)
  - Mario Tennis Open (2012)
  - Mario Golf: World Tour (2014)
  - Mario Tennis: Ultra Smash (2015)
  - Mario Sports Superstars (2017) [p] [l]
  - Mario Tennis Aces (2018)
  - Mario Golf: Super Rush (2021)
- Golden Sun Series [o]
  - Golden Sun (2001)
  - Golden Sun: The Lost Age (2002)
  - Golden Sun: Dark Dawn (2010)
- We Love Golf! (2007) [q]

#### tri-Ace
- Star Ocean Series
  - Star Ocean (1996) [r]
  - Star Ocean: The Second Story (1998) [r]
  - Star Ocean: Blue Sphere (2001) [r]
  - Star Ocean: Till the End of Time (2003) [r]
  - Star Ocean: The Last Hope (2009) [s]
  - Star Ocean: Integrity and Faithlessness (2016) [s]
  - Star Ocean: Anamnesis (2016) [s]
  - Star Ocean: The Divine Force (2022) [s]
  - Star Ocean: The Second Story R (2023) [s]
- Valkyrie Profile Series
  - Valkyrie Profile (1999) [r]
  - Valkyrie Profile 2: Silmeria (2006) [s]
  - Valkyrie Profile: Covenant of the Plume (2008) [s]
- Infinite Undiscovery (2008) [s]
- Resonance of Fate (2010) [t] [n]
- Rabirinsu no Kanata (2012) [u]
- Phantasy Star Nova (2014) [n]
- Exist Archive: The Other Side of the Sky (2015) [v]

#### Square Enix
- Valkyrie Series
  - Valkyrie Anatomia: The Origin (2016) [w]
  - Valkyrie Elysium (2022) [x]

#### tri-Crescendo
- Baten Kaitos Series [y]
  - Baten Kaitos: Eternal Wings and the Lost Ocean (2003) [g]
  - Baten Kaitos Origins (2006) [o]
- Eternal Sonata (2007) [z] [aa]

#### FromSoftware
- Dark Souls Series
  - Dark Souls (2011)
  - Dark Souls II (2014) [ab]
  - Dark Souls III (2016) [ac]

#### Sora
- Super Smash Bros. Series [ad] [o]
  - Super Smash Bros. Brawl (2008) [ae]
  - Super Smash Bros. for Nintendo 3DS / for Wii U (2014) [af] [p] [l]
  - Super Smash Bros. Ultimate (2018) [ag] [p] [l]

#### Project Sora
- Kid Icarus: Uprising (2012) [ah] [o]

#### Silicon Studio
- Bravely Default (2012) [ai] [s]

#### Konami
- Otomedius Series
  - Otomedius G (Gorgeous!) (2008) [aj]
  - Otomedius X (Excellent!) (2011) [ak]

#### Bemani(filial deKonami)
- Gitadora Series
  - GuitarFreaksXG3 & DrumManiaXG3 (2012) [al]
  - Gitadora (2013) [am]
  - Gitadora OverDrive (2014) [an]
- Reflec Beat: The Reflesia of Eternity (2017) [ao]

#### K2 (filial deCapcom)
- Valhalla Knights Series [ap]
  - Valhalla Knights: Eldar Saga (2009)
  - Valhalla Knights 3 (2013)

#### Opus
- Half-Minute Hero Series  [ad] [ap]
  - Half-Minute Hero (2009) [aq]
  - Half-Minute Hero: The Second Coming (2011) [ar]

#### Cave
- Deathsmiles IIX: Makai no Merry Christmas (2010) [as]

#### ILCA
- One Piece Odyssey (2023) [aa]

### Películas
- Blue Remains (2001) [at]
- Tales of Zestiria: Doushi no Yoake (2015) [k]

### Animaciones
- Gensomaden Saiyuki (2000)
- Star Ocean EX (2001)
- Atashin'chi (2002)
- Weiß Kreuz Glühen (2002)
- Bouken Yuuki Pluster World (2003)
- Umigame to Shounen (2004)
- Tales Series
  - Tales of the Abyss (2008)
  - Tales of Zestiria the X (2016) [k]

### Dramas
- Weekend Drama Series [au]
  - Otenki Onei-san (1997)
  - Toumei Shoujo Ea (1998)
  - Cyber Bishoujo Telomere (1998)
  - Roppongi Kyabakura Tenshi (1999)
- Vanny Knights (1999) [au]

### Documental
- Diatom 4 (2007) [av]

## Discografía

### Álbumes de estudio

#### Deja-Vu
| 1988: Baroque in the Future                                                                                             |
| --- |
| (Made in Japan Records) 1. Prelude 2. Next World 3. Baroque In The Future 4. Daydream 5. Flash! 6. Byzantium 7. Déjà-vu |

#### Solista
| 1991: Gikyokuonsou (戯曲音創, Gikyoku Onsō) |
| --- |
| (Made in Japan Records) 1. ハンプティ・ダンプティ (Humpty Dumpty) 2. トーン・アクセス (Tone Access) 3. ビザンチウム (Byzantium) 4. モーション (Motion) 5. パラディグム (Paradigm) 6. ナラタージュ (Narratage) 7. スクラップ・アンド・ビルド (Scrap and Build) 8. ドラマ・コンポジション (Drama Composition) |

| 2008: Forest of glass |
| --- |
| (TEAM Entertainment) 1. Sign 2. 青い渦 (Blue whirl) 3. Tone blender 4. Tears 5. Reminiscence 6. Broken thought 7. Fly! 8. narratage ～この地にありて～ (Being this land) 9. Lost one ? 10. 悲しみの森 (Forest of sorrow) 11. Maze of Mirrors 12. Resolution 13. Memory in a forest 14. ガラスの月 (Glassy Moon) |

| 2011: After all… |
| --- |
| (Strange Days Records / Nikko Kikaku) 1. Sorrow 2. Megrim 3. Try again 4. Not here 5. Stand still 6. Shade inside groping 7. Lie 8. After all... 9. The way 10. Suffering mind |

| 2013: What’s up? |
| --- |
| (Musea Records) 1. Sorrow 2. Megrim 3. Step on 4. Not here 5. Try again 6. Illusion of darkness 7. Stand still 8. Shade inside groping 9. Lie 10. Change of mind 11. After all... 12. The way 13. Suffering mind 14. Therefore |

| 2013: Passage |
| --- |
| (TEAM Entertainment) 1. Close your eyes 2. Storm of blooms 3. Starting over 4. Sigh 5. Caution of the fragile 6. 時を止めて (Stop the time) 7. Dangerous fragment 8. Around the cold world 9. Passage 10. 雪解け (Thaw) 11. Blast of wind 12. Silent 13. Hedge hog 14. Ice glass |

### Álbumes en directo
| 2003: Motoi Sakuraba Live Concert: Star Ocean & Valkyrie Profile |
| --- |
| (TEAM Entertainment) 1. The Dawn of Wisdom 2. 未確認神闘シンドローム (Unfinished Battle with God Syndrome) 3. Fly Away in the Violet Sky 4. Reflected Moon 5. Hand to Hand 6. 窮境へのレクイエム ～ 否定的な無意識下へ ～ (Requiem to a Predicament ~ Falling Under Negative Consciousness ~) 7. March for Glory 8. Theme of RENA ～ Drum Solo ～ Bass Solo ～ 9. Highbrow 10. So Alone, Be Sorrow 11. Mission to the Deep Space 12. Confidence in the domination 13. Cutting Edge of Notion 14. 天空の扉 (Doorway to Heaven) 15. STAR OCEAN FOREVER ～ The Incarnation of Devil ～ The Dawn of Wisdom 16. 桜庭統 PIANO 独奏 (Motoi Sakuraba PIANO Solo) |

| 2006: Motoi Sakuraba Live 2006: Valkyrie Profile 2 |
| --- |
| (TEAM Entertainment) 1. Overture to the Destiny 2. 窮境へのレクイエム～否定的な無意識下へ (REQUIEM TO A PREDICAMENT ~ FALLING UNDER NEGATIVE CONSCIOUSNESS) 3. MISSION TO THE DEEP SPACE 4. CONFIDENCE IN THE DOMINATION (VP2VERSION) 5. その手に光を得るために (In Order to Acquire the Light in That Hand) 6. 邪気と慈悲の無い舞踏～DRUM SOLO～BASS SOLO～ALL (Dance Without Mercy or Malice ~ DRUM SOLO ~ BASS SOLO ~ ALL) 7. A Motion of Finishing Blow 8. Celestial Troupe 9. 天空の扉 (DOORWAY TO HEAVEN) 10. THE INCARNATION OF DEVIL～CONFIDENCE IN THE DOMINATION (VP1VERSION) |

| 2018: Star Ocean Live Collection 2018 |
| --- |
| (Square Enix Music) 1. STAR OCEAN forever 2. BLOOD ON THE KEYS 3. Cosmic Voyagers 4. The Eleventh Hour 5. For Achieve 6. MISSION TO THE DEEP SPACE 7. Stab the sword of justice 8. The incarnation of devil 9. HAND TO HAND 10. Irrepressible Dignity 11. Face Off 12. Influence of Truth Appearance 13. Bright All-Stars 14. Barbed Fields 15. The Dawn of Wisdom 16. Confidence in domination 17. HIGH BLOW 18. Cutting Edge of Notion 19. The true nature of all 20. TANGENCY 21. 未確認神闘シンドローム (Unconfirmed God Fighting Syndrome) |

| 2019: Star Ocean Live Collection 2019 |
| --- |
| (Square Enix Music) 1. Bright All-Stars 2. Stab the sword of justice 3. Influence of Truth Appearance 4. Stray Child 5. The Village of Sthal 6. INNOCENCE 7. The Outbreak of War 8. Cosmic Voyagers 9. Pert Girl on the Sandy Beach 10. Face Off 11. Like the Wind 12. Tense Atmosphere 13. The Divine Spirit of Language 14. On the Horizon 15. Mission to the deep space 16. The incarnation of devil 17. Highbrow 18. STAR OCEAN FOREVER |

### Álbumes de video

#### Deja-Vu
| 1989: resurraction "Last Live" |
| --- |
| (Made in Japan Records) 1. Introduction 2. Resurrection 3. Alone 4. 風に吹かれて (Blown in Wind) 5. Prelude ~ Next World 6. Déjà-vu |

#### Solista
| 2003: Motoi Sakuraba Live Concert: Star Ocean & Valkyrie Profile |
| --- |
| (TEAM Entertainment) 1. Opening 2. The Dawn of Wisdom 3. 未確認神闘シンドローム (Unfinished Battle with God Syndrome) 4. Fly Away in the Violet Sky 5. Reflected Moon 6. Hand to Hand 7. 窮境へのレクイエム ～ 否定的な無意識下へ ～ (Requiem to a Predicament ~ Falling Under Negative Consciousness ~) 8. March for Glory 9. Theme of RENA ～ Drum Solo ～ Bass Solo ～ 10. Highbrow 11. So Alone, Be Sorrow 12. Mission to the Deep Space 13. Confidence in the domination 14. Cutting Edge of Notion 15. 天空の扉 (Doorway to Heaven) 16. STAR OCEAN FOREVER ～ The Incarnation of Devil ～ The Dawn of Wisdom 17. End Roll 18. Beyond the One 19. 桜庭PIANO独奏曲 (Motoi Sakuraba PIANO Solo) |

## Videografía

### Vídeos en vivo

#### Invitado
- Luxendarc Kikou (2013) [aw]
- Tales of Festival 2015 (2015) [ax]
- Tales of Festival 2020 (2021) [ax]

#### Entrevista
- Naturally: The World of Motoi Sakuraba (2009) [s]